# Welterbe in Turkmenistan

Zum Welterbe in Turkmenistan gehören (Stand 2023) fünf UNESCO-Welterbestätten, alles Stätten des Weltkulturerbes. Turkmenistan ist der Welterbekonvention 1994 beigetreten, die erste Welterbestätte wurde 1999 in die Welterbeliste aufgenommen. Die bislang letzten Welterbestätten wurden 2023 eingetragen.

## Welterbestätten
Die folgende Tabelle listet die UNESCO-Welterbestätten in Turkmenistan in chronologischer Reihenfolge nach dem Jahr ihrer Aufnahme in die Welterbeliste (K – Kulturerbe, N – Naturerbe, K/N – gemischt, (G) – auf der Liste des gefährdeten Welterbes).
| Bild                                                   | Bezeichnung                                                   | Jahr | Typ | Ref. | Beschreibung |
| ------------------------------------------------------ | ------------------------------------------------------------- | ---- | --- | ---- | --- |
| Historischer und Kultureller Staatspark "Antikes Merw" | Historischer und Kultureller Staatspark "Antikes Merw" (Lage) | 1999 | K   | 886  | Erfüllte Kriterien für Weltkulturerbe: ii., iii. |
| Kunja-Urgench (Köneürgenç)                             | Kunja-Urgench (Köneürgenç)                                    | 2005 | K   | 1199 | Erfüllte Kriterien für Weltkulturerbe: ii., iii. |
| Parther-Festungen von Nisa                             | Parther-Festungen von Nisa                                    | 2007 | K   | 1242 | Nisa, ehemalige Hauptstadt der Parther, mit Neu-Nisa, der eigentlichen Stadt, und Alt-Nisa mit dem königlichen Palast. Erfüllte Kriterien für Weltkulturerbe: ii., iii. |
| Seidenstraßen: Zarafshan-Karakum-Korridor              | Seidenstraßen: Zarafshan-Karakum-Korridor                     | 2023 | K   | 1675 | 9 einzelne Stätten in Turkmenistan, weitere in Tadschikistan und Usbekistan. Erfüllte Kriterien für Weltkulturerbe: ii., iii., v.                                       |
| Winterkalte Wüsten von Turan                           | Winterkalte Wüsten von Turan                                  | 2023 | N   | 1693 | 4 Wüsten in Turkmenistan, weitere in Usbekistan und Kasachstan. Erfüllte Kriterien für Weltnaturerbe: ix., x.                                                           |

## Tentativliste
In der Tentativliste sind die Stätten eingetragen, die für eine Nominierung zur Aufnahme in die Welterbeliste vorgesehen sind.
Derzeit (2023) sind acht Stätten in der Tentativliste von Turkmenistan eingetragen, die letzte Eintragung erfolgte im Januar 2021. Die folgende Tabelle listet die Stätten in chronologischer Reihenfolge nach dem Jahr ihrer Aufnahme in die Tentativliste.
| Bild                       | Bezeichnung                              | Jahr | Typ | Ref. | Beschreibung                                         |
| -------------------------- | ---------------------------------------- | ---- | --- | ---- | ---------------------------------------------------- |
| BW                         | Dehistan / Mishrian (Lage)               | 1998 | K   | 967  |                                                      |
| BW                         | Badhyz-Naturreservat (Lage)              | 2009 | N   | 5432 |                                                      |
| BW                         | Sünt-Hasardag-Reservat (Lage)            | 2009 | N   | 5433 |                                                      |
|                            | Dinosaurier und Höhlen von Köýtendag     | 2009 | N   | 5434 | Stätte ist für 2025 nominiert.                       |
| Repetek-Biosphärenreservat | Repetek-Biosphärenreservat (Lage)        | 2009 | N   | 5435 |                                                      |
| Amudarja-Naturreservat     | Amudarja-Naturreservat (Lage)            | 2009 | N   | 5436 |                                                      |
|                            | Hazar-Naturreservat                      | 2009 | N   | 5437 |                                                      |
|                            | Stätten der Seidenstraße in Turkmenistan | 2010 | K   | 5521 | 29 Stätten an verschiedenen Zweigen der Seidenstraße |